# Поуни (окръг, Канзас)
Вижте пояснителната страница за други значения на Поний.
Окръг Поуни (на английски: Pawnee County) е окръг в щата Канзас, Съединени американски щати. Площта му е 1955 km², а населението – 6739 души. Административен център е град Ларнд.